# Красноходское сельское поселение
Красноходское се́льское поселе́ние — муниципальное образование в Алагирском районе Северной Осетии Российской Федерации.
Административный центр — село Красный Ход.

## История
Статус и границы сельского поселения установлены Законом Республики Северная Осетия-Алания от 5 марта 2005 года № 11-рз «Об установлении границ муниципального образования Алагирский район, наделении его статусом муниципального района, образовании в его составе муниципальных образований - городского и сельских поселений и установлении их границ»

## Население
| 2002 | 2010 | 2011 | 2012 | 2013 | 2014 | 2015 |
| ---- | ---- | ---- | ---- | ---- | ---- | ---- |
| 155  | ↘141 | →141 | →141 | ↘136 | ↘133 | ↘130 |
| 2016 | 2017 | 2018 | 2019 | 2020 | 2021 | 2023 |
| →130 | ↘129 | →129 | ↘126 | ↘125 | ↘114 | →114 |
| 2024 | 2025 |      |      |      |      |      |
| ↗115 | ↘111 |      |      |      |      |      |

## Состав сельского поселения
| № | Населённый пункт | Тип населённого пункта       | Население |
| - | ---------------- | ---------------------------- | --------- |
| 1 | Красный Ход      | село, административный центр | ↘111      |